# Lliga alemanya de futbol 2008-09
La Fußball-Bundesliga 2008-09 va ser la 46a edició de la Lliga alemanya de futbol, la competició futbolística més important del país.

## Classificació
- Font: www.resultados-futbol.com/bundesliga2009'

## Play-off de descens
| Equip de la 1. Bundesliga | Resultat global | Equip de la 2. Bundesliga | Resultat anada | Resultat tornada |
| ------------------------- | --------------- | ------------------------- | -------------- | ---------------- |
| Energie Cottbus           | 2:3             | 1. FC Nürnberg            | 0:3            | 2:0              |